# 이반 데니소비치의 하루
이반 데니소비치의 하루(러시아어: Оди́н день Ива́на Дени́совича, 영어: One Day in the Life of Ivan Denisovich, 문화어: 이완 제니쏘비치의 하루)는 러시아의 작가인 알렉산드르 솔제니친이 1963년에 발표한 소설이다. 이 책은 최초로 소련 강제수용소의 실체와 강제수용소가 어떻게 운용되고 있는지 현실을 폭로했다.

## 줄거리
1951년, 입소 전에는 평범한 농부였던 슈호프는 독소전에 참전했을 적에 포로로 잡힌것이 간첩으로 오인받아 조국을 배신했다는 죄목을 받고는 강제수용소에 입소한지 8년이 되었다. 어느 때처럼, 슈호프는 아침 5시 기상시간에 맞춰 일어난다. 그는 작업을 피하기 위해 의무실에 가지만 이미 의무실 정원이 다 차서 그는 밖에 나가 일을 해야 했다.
식사시간이 되자, 그는 배급받은 빵을 감추고는 작업에 나갔다. 작업은 발전소의 집과 지붕을 만드는 것이였다. 슈호프는 자질구래한 작업을 마치고는 체자리의 잔심부름 대가로 자기 몫에 체자리의 수프까지 두 그릇을 받아내는데 성공했다. 그는 만족감을 느끼면서 운좋은 하루라고 생각하고는 잠이 든다.

## 등장 인물
- 이반 데니소비치 슈호프: 주인공. 전쟁이 일어나기 전에는 평범한 농부였으나 독소전이 일어나자 병사로 참전했다. 1943년 독일군에 의해 포로로 잡혔다가 탈출했으나, 간첩으로 판정되어 강제수용소에 들어왔다. 작품의 시점에서는 형기를 거의 마쳤다.
- 페추코프: 슈호프와 같은 막사를 쓰는 죄수. 전에는 고위 관직에 있었으나, 몰려 수용소에 수감되었다. 부유한 생활을 했었기에 항상 허기에 시달려 자신의 욕구를 참지 못한다. 수용소에 적응하지 못하는 모습을 보인다.
- 안드레이 프로코피예비치 추린: 슈호프가 속해있는 104 작업반장. 수용소에 들어오기 전에는 육군 일병이었으나 아버지가 쿨락(부농)이었다는 이유로 군에서 쫓겨났다. 이후 여러 곳을 떠돌다가 수용소에 들어오게 되었다.
- 체자리 마르코비치: 전직 영화 감독. 모스크바 출신으로 자신의 영화에 공산주의와 맞지 않는 표현을 넣었다는 이유로 수용소에 들어왔다. 다른 죄수들에 비해 풍족한 편이어서, 매 번 사식이나 신문같은게 들어있는 소포를 받는다. 일을 나갈 때도 다른 죄수들과 달리 관리직에서 일하기 때문에 비교적 여유있는 편이다.
- 부이노프스키: 전직 해군 중령. 전쟁 후 영국 해군의 제독으로부터 선물을 받았다는 이유로 스파이로 몰려 수감된다. 수용소장에게 항의했다가 중영창에서 열흘 있을 것을 선고받는다. 해군에 있었기에 나름 지식이 많으며, 직선적인 성격이다.
- 킬리가스: 슈호프와 같은 작업반에 속해있는 일꾼이다. 라트비아 출신으로, 익살스럽다.
- 세니카: 104반의 친구. 전쟁 중 귀를 다쳐 귀가 안들리게 되었으며, 부헨발트 강제 수용소에 수감되고서도 세 번이나 탈출한 인물이다. 전후 포로를 인정하지 않는 소련의 원칙에 따라 수용소에 들어오게 되었다.
- 알료쉬카(알료사): 침례교도. 25년형을 선고받고 수용소에 들어왔다. 막사에 성서를 숨겨두었으며, 신앙심이 독실하다. 무엇이든 시키는대로 도와주기로 유명하다.
- 고프치크: 우크라이나 민족주의자들에게 먹을 것을 주었다는 이유로 수용소에 들어왔다. 눈치가 빠르고 수용소의 생리에 밝아서 슈호프는 고프치크를 가리켜 "수용소의 거물"이 될 것이라 평가한다.

## 배경
이 책의 작가인 솔제니친은 실제로 소련 강제수용소에서 1945년부터 1953년까지 복역한 적이 있었다. 그는 1945년 포병 장교로 근무하던 중 친구에게 보내던 편지에 스탈린에 대한 "불손한 묘사"를 썼다는 이유로 잡혀들어와 8년 동안 수용소에서 지내야 했다.
솔제니친은 카자흐스탄에서 1957년부터 이 작품을 쓰기 시작했다. 1962년 솔제니친은 소련 문학지였던 노비 미르(Новый мир, 신세계)에 원고를 보냈다. 당시 편집장이었던 알렉산드르 트바르돕스키는 이 소설이 수용소의 모습을 잘 묘사했다고 평가해, 소련 공산당 중앙위원회에 제출했다. 당시 소련은 스탈린이 죽고 흐루쇼프가 등장, 스탈린을 비판하는 분위기가 형성되었기 때문에 이 소설은 전체적으로 소련 체제의 현실과 부조리를 비판하는 분위기에도 불구하고, 수용소를 통해 스탈린 시대를 비판한다는 점에서 높게 평가되었다. 솔제니친의 원고는 몇 부분을 지운 뒤 다시 트바르돕스키에게 보내어 출판을 허용했다. 1962년 11월 소련에서 출판되었다.
책에 나오는 수용소는 솔제니친이 복무했었던 카자흐스탄 북부에 있는 카라간다의 수용소를 바탕으로 묘사되었다. 실제로 솔제니친은 이곳에서 8년의 형기를 보냈었다고 한다.

## 반응
이 책은 1963년 출간된 이후 노벨 문학상 후보로 선정되었으며, 작가인 솔제니친은 이 소설을 계기로 서방에 알려지게 되었다. 이후 솔제니친은 반체제 작가로서 명성을 얻기 시작했다.